# 一畑口車站
一畑口車站（日语：／ Ichibataguchi eki */?）是位於日本島根縣出雲市小境町，屬於一畑電車北松江線的鐵路車站，也是在日本少見位於平地的折返式車站。
本站是距離一畑藥師教團的總本山一畑寺最近的車站，但仍需轉乘巴士，車程約10分鐘。

## 歷史
1915年一畑電氣鐵道的北松江線自雲州平田車站往東延伸至一畑車站，同時在此設立小境灘車站，當時規劃此路線最主要的目的是接送前往一畑寺的參拜客；北松江線原本也是一路往東，直到進入本站前才往北折向一畑車站。
1928年，一畑電氣鐵道完成自本站往東延伸至北松江車站（現在的松江宍道湖溫泉車站）之間的路段並開始營運，往松江方向的路線是自本站先往南，再往轉向往東延伸。因此不論哪個方向駛來的列車，均會自南方駛入本站，繼續駛至一畑車站後再折返。
但自本站往北至一畑車站之間的路段在1944年因為戰爭的緣故被列為不要不急線，該路段的軌道被軍方挪去使用因而停止營運，這段路線在戰爭結束後也未能恢復，因此本站在1952年更名為一畑口車站，而往北至一畑車站之間的路段最後在1960年正式廢除使用。

## 車站構造
一畑口車站的月台為共2面3線的完全混合式月台，包括一座側式月台及一座島式月台；車站站舍位於鐵路的西側，位於車站站舍旁的側式月台為1號月台，車站與月台之間須經由北側的站內平交道往返，雖然站內平交道並沒有設置遮斷機或警報設施，但由於車站往北的路段已經廢除不再使用，不論來自松江宍道湖溫泉方向或是電鐵出雲市方向的列車均是自南方此入本站，再往南折返離開，因此車站以北路段並不會有列車通過的狀況，該段站內平交道也就隨時都可以使用。
| 1 | 北松江線 | 松江宍道湖溫泉方向             |
| 2 | 北松江線 | 雲州平田、川跡、電鐵出雲市方向 |
| 3 | 北松江線 | （現在停止使用）               |

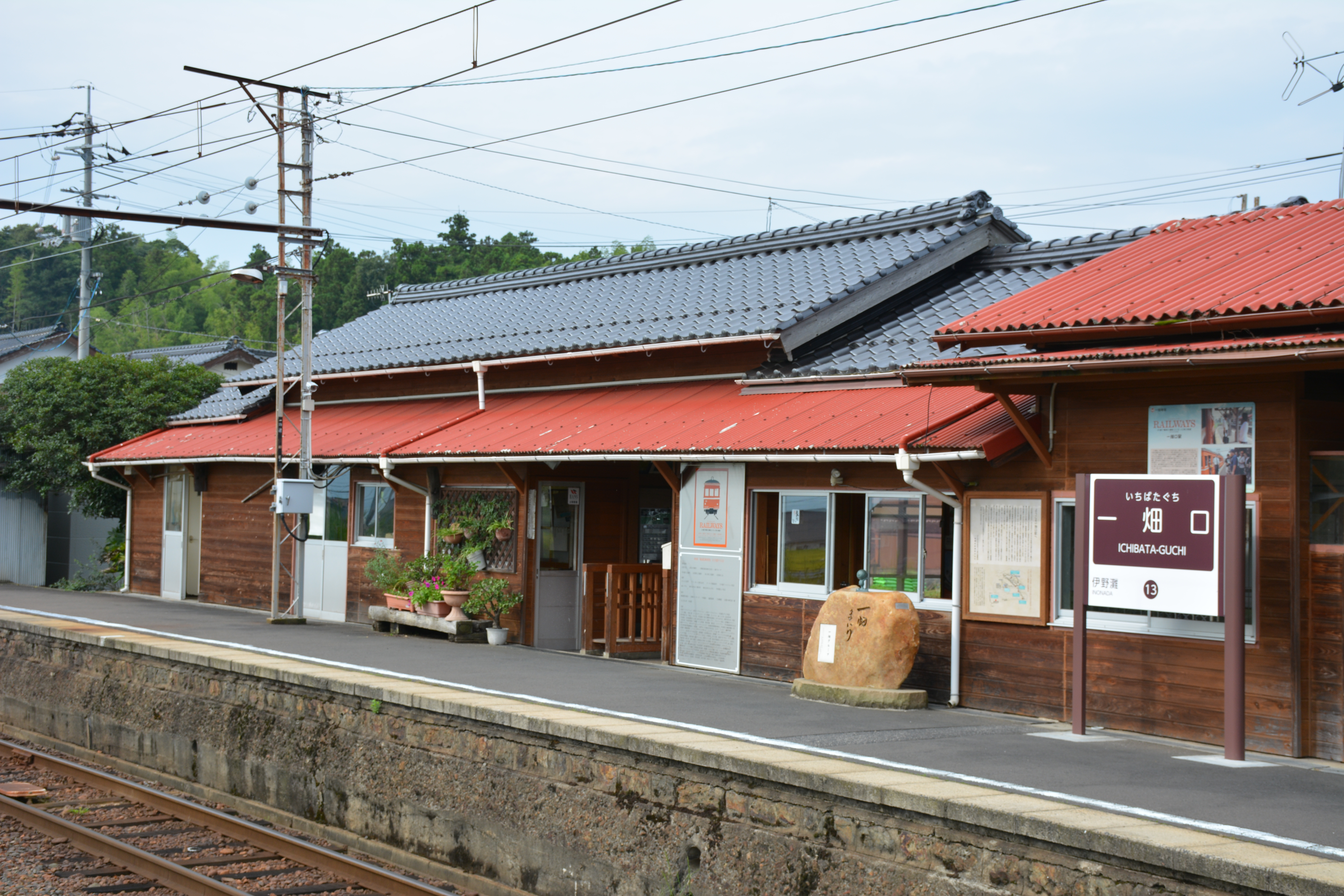
月台側的站房(2014年9月)
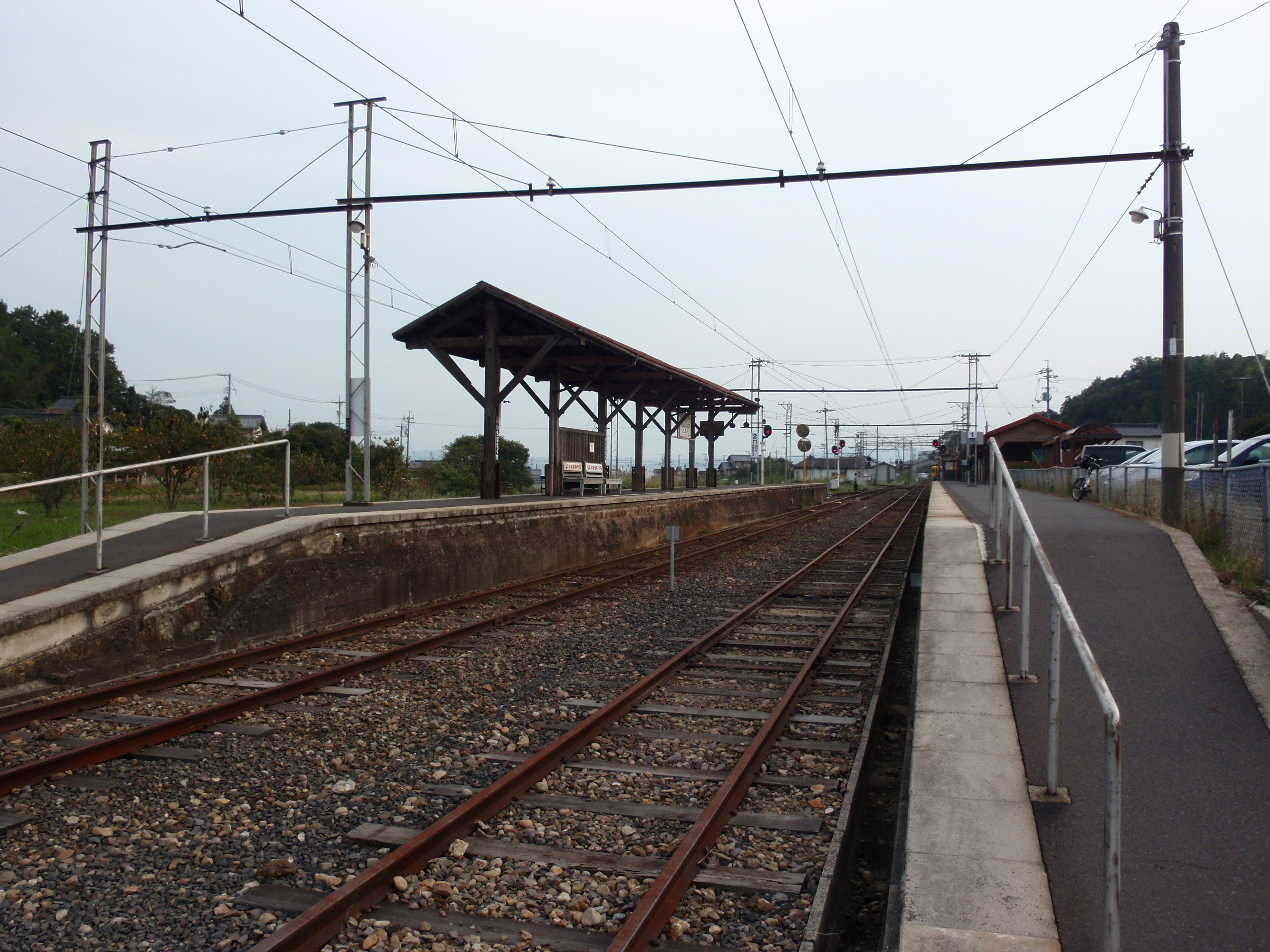
自右方開始依序為1、2、3號月台(2010年10月)
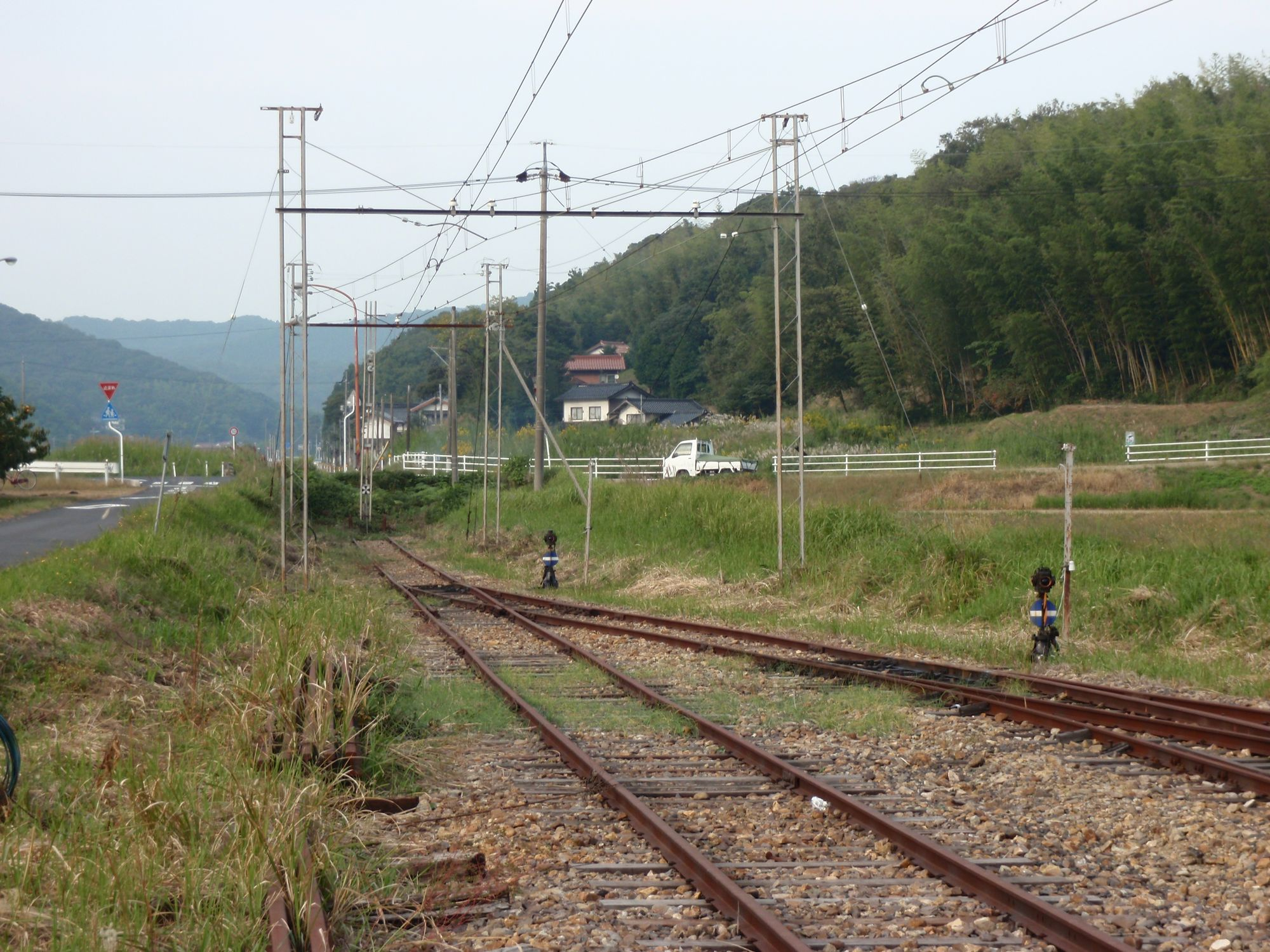
車站以北的鐵路終端(2010年10月)
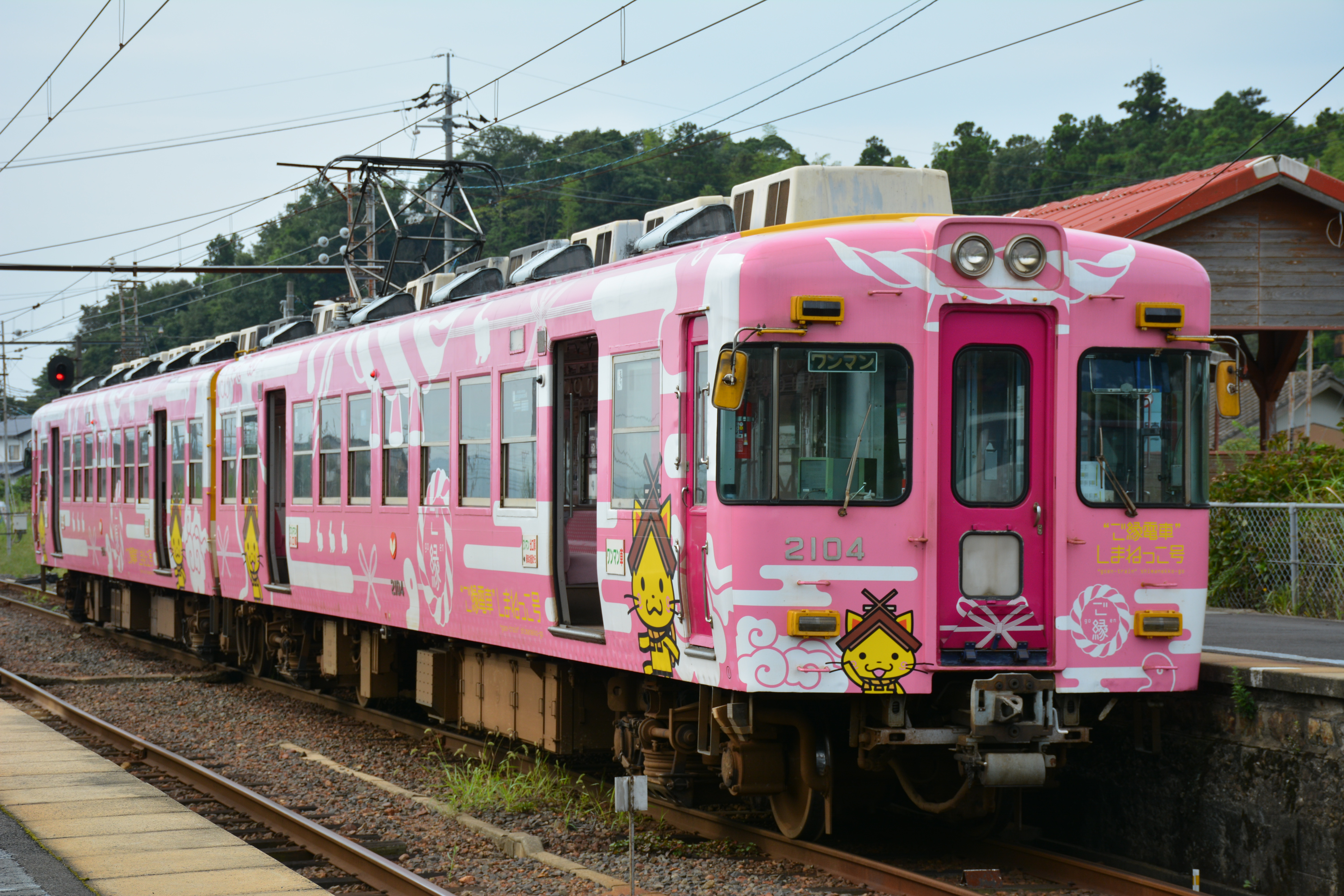
停靠於1號月台的列車
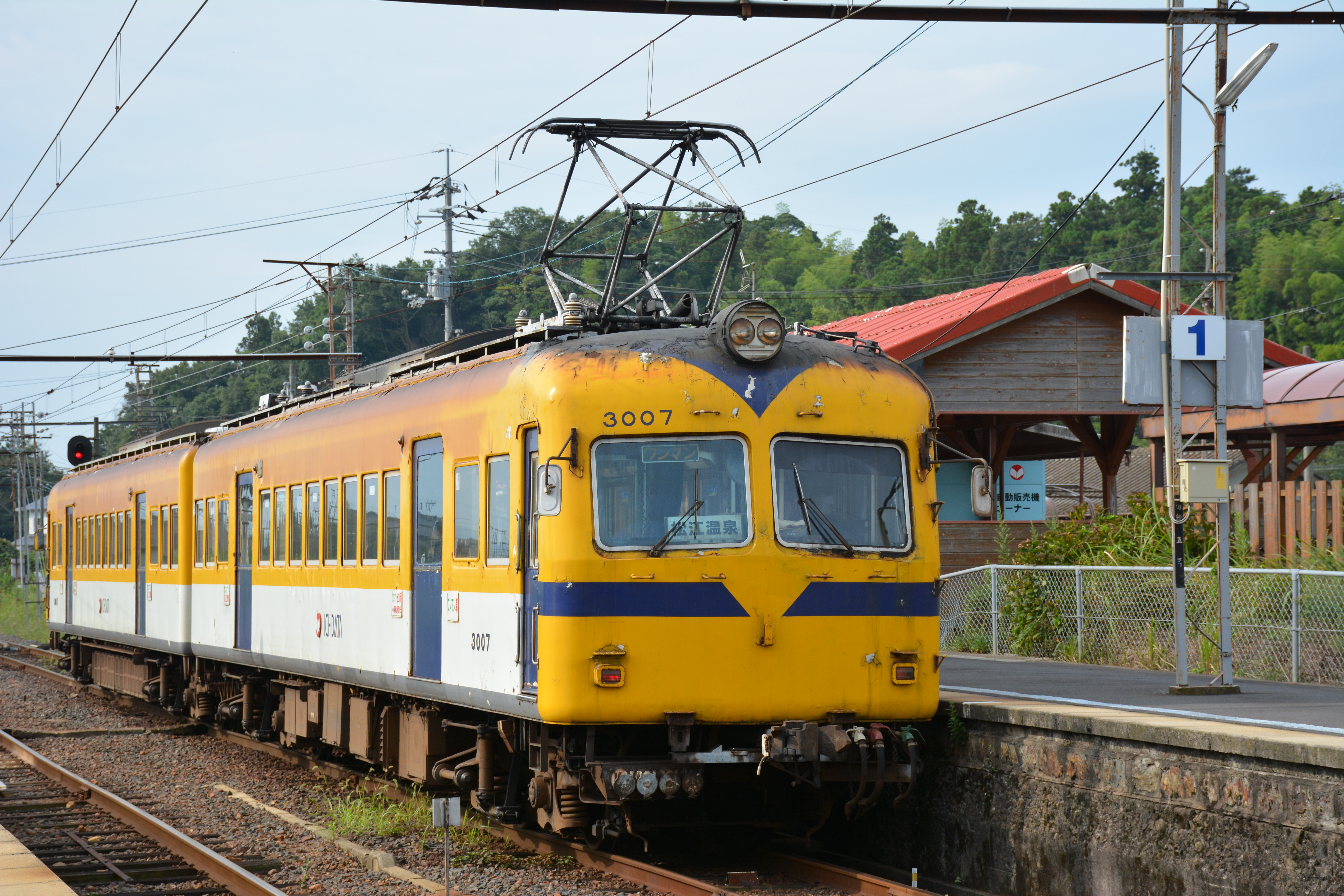
停靠於1號月台的列車

## 車站周邊
- 一畑寺
- 宍道湖
- 出雲市立東小學校
- 島根縣立青少之家

## 外部連結
- （日語） 一畑口車站 - 一畑電車